# Chiesa di San Romano (Cirauqui)
La chiesa di San Romano, in spagnolo Iglesia de San Román, è un luogo di culto cattolico a Cirauqui nella comunità autonoma di Navarra sul Camino Francés, uno dei rami del Cammino di Santiago di Compostela. La chiesa risale al XIII secolo.

## Storia

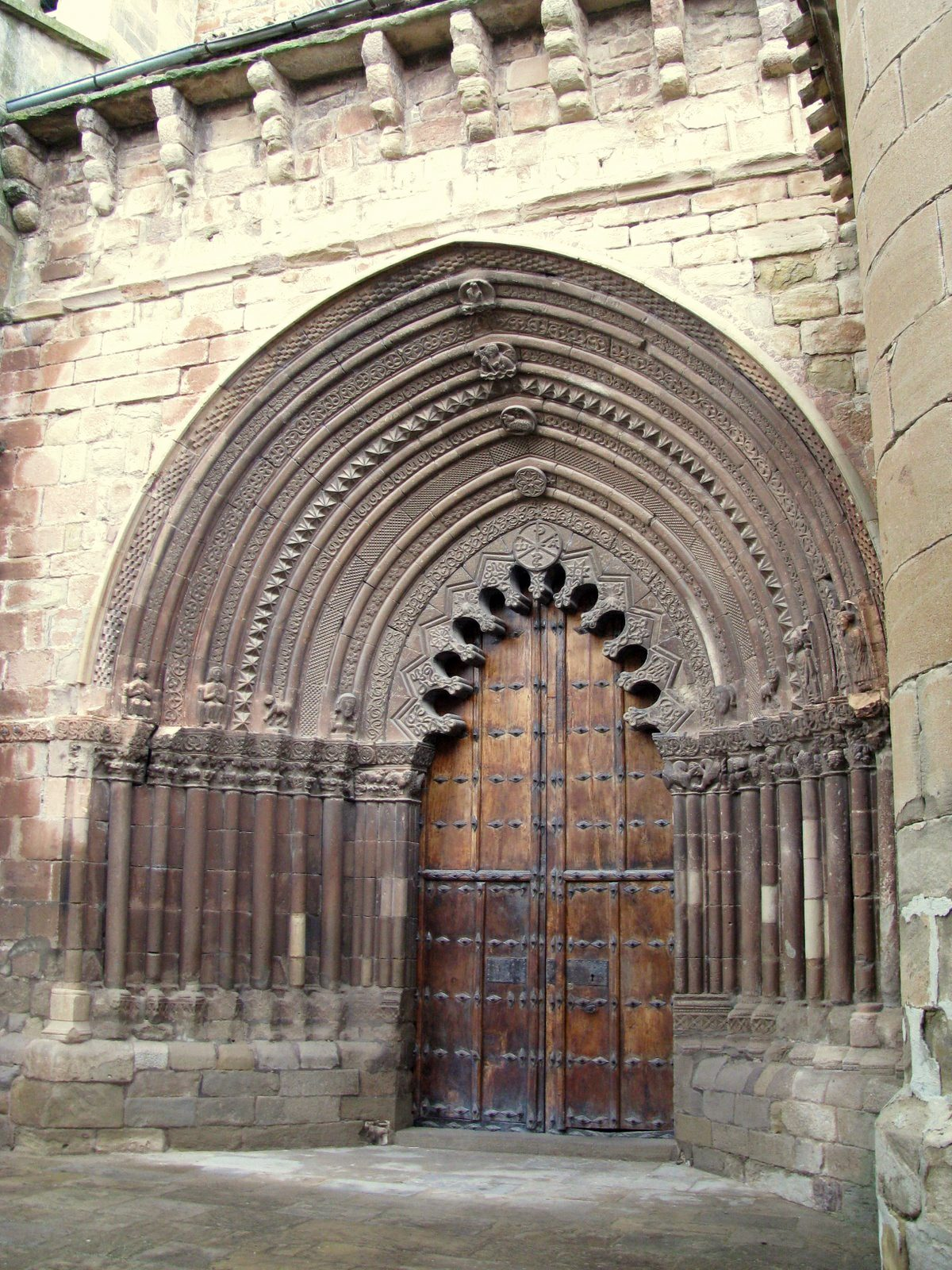
Portale

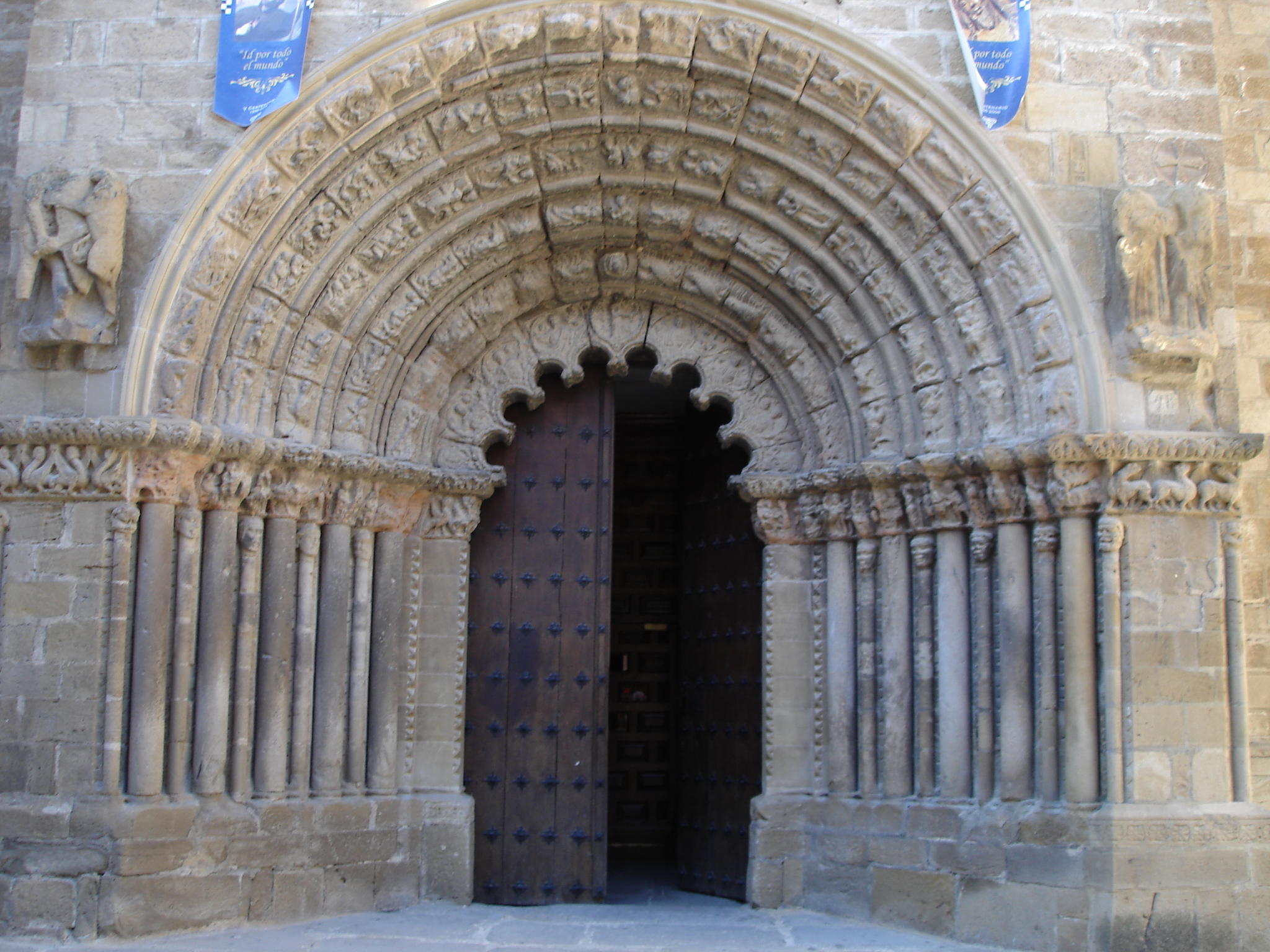
Portale della chiesa di Santiago a Puente la Reina

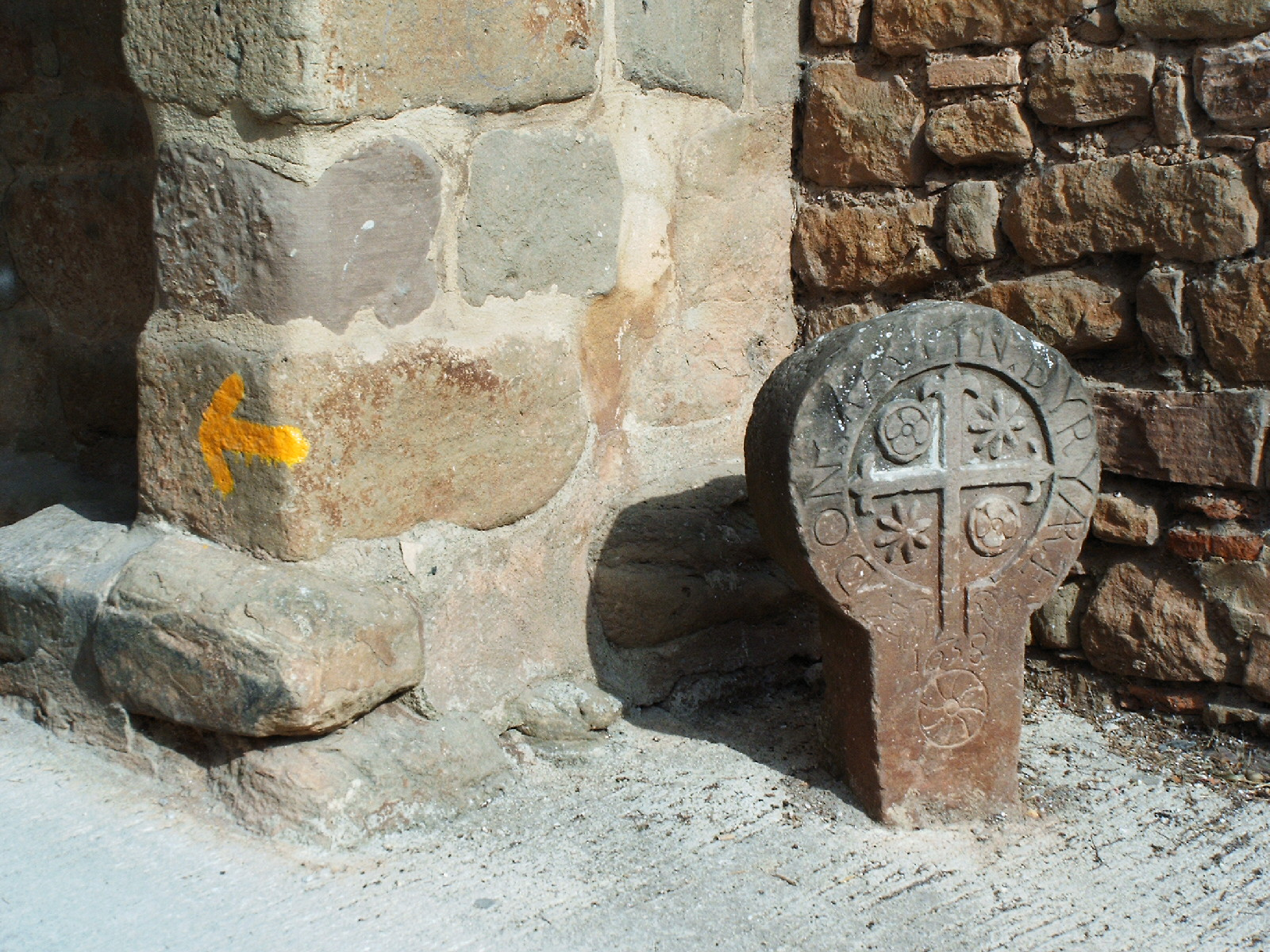
Piccolo cippo all'ingresso della chiesa

La chiesa venne edificata nel XIII secolo quando Cirauqui era una signoria della nobile famiglia Gil de Vidaure. Nel 1320 Filippo V di Francia, re di Navarra, ne affidò il patrocinio alla cattedrale di Pamplona. Nel corso dei secoli l'edificio è stato oggetto di numerosi interventi che ne hanno modificato sensibilmente l'aspetto senza alterare fortunatamente il grande portale meridionale che sembra essere una copia del portale presente nella chiesa di San Pedro de la Rua a Estella e probabilmente opera dello stesso autore.

## Descrizione
Il luogo di culto si alza in posizione dominante sull'abitato di Cirauqui nella comunità autonoma della Navarra ed è tra i principali monumenti della cittadina. La struttura tardo romanica ha un aspetto imponente e la facciata è caratterizzata dal grande portale e dalla tozza e bassa torre campanaria che si alza in posizione avanzata sulla sinistra con la grande cella che si apre sui quattro lati con una coppia di finestre a monofora ogivale. La parte artisticamente più interessante è il portale che ricorda quello di San Pedro de la Rua a Estella e di Santiago a Puente la Reina, realizzato secondo lo stile romanico e che conserva decorazioni anche di influenza araba. Questo è caratterizzato dall'aspetto strombato con arco a sesto leggermente acuto suddiviso in otto cornici concentriche ognuna con una colonna e relativo capitello. Le decorazioni scolpite sono borchie, intrecci, fiori, punte di diamante ed animali fantastici tipici del periodo romanico.